# Lagnon
Le Lagnon est une rivière française qui coule dans le département du Cantal. C'est un affluent de l'Alagnon en rive droite, donc un sous-affluent de la Loire par l'Alagnon, puis par l'Allier.

## Géographie
Le Lagnon naît sur le versant oriental du Plomb du Cantal sur le territoire de la commune de Albepierre-Bredons. Sa vallée est bordée au nord par la forêt de Murat. Dès le départ, il s'oriente vers le nord-est, direction qu'il maintient tout au long de son parcours. Il finit par se jeter dans l'Alagnon à Murat. Une dizaine de cascades (des Prés Marty, du Lagnon, des Vergnes, des Prés Longs, du Prapsou, de Pignou...) jalonnent ce cours d'eau.
La totalité de son bassin versant fait partie du parc naturel régional des Volcans d'Auvergne.

## Communes traversées
La rivière traverse les communes suivantes (d'amont en aval) : Albepierre-Bredons, Laveissenet et Murat, toutes situées dans le département du Cantal.

## Hydrologie
Le Lagnon est une rivière assez irrégulière mais particulièrement abondante. Son débit a été observé durant 18 ans (1965-1982), à Murat, localité du département du Cantal située au niveau de son confluent avec l'Alagnon. La surface ainsi étudiée est de 20,7 km2, soit la totalité du bassin versant de la rivière.
Le module de la rivière à Murat est de 0,755 m3/s.
Le Lagnon présente des fluctuations saisonnières de débit fort marquées. Les hautes eaux se déroulent en hiver et surtout au printemps, et se caractérisent par des débits mensuels moyens allant de 0,79 à 1,27 m3/s, de novembre à mai inclus, avec un premier maximum en décembre (pluies de fin d'automne) et un second sommet, plus important, en avril-mai (lié aux pluies de printemps et à la fonte des neiges). En juin le débit chute fortement (0,59 m3/s puis 0,26 m3/s en juillet), ce qui mène rapidement aux basses eaux d'été qui ont lieu de juillet à septembre inclus, entraînant une  baisse du débit mensuel moyen jusqu'à 0,227 m3/s au mois d'août. Mais ces moyennes mensuelles cachent des fluctuations bien plus prononcées selon les années ou sur de courtes périodes.
À l'étiage, le VCN3 peut chuter jusque 0,020 m3/s (20 litres), en cas de période quinquennale sèche.
Les crues peuvent être assez importantes, compte tenu de l'exiguïté du bassin versant. Les QIX 2 et QIX 5 valent respectivement 8,8 et 12 m3/s. Le QIX 10 est de 15 m3/s, le QIX 20 de 17 m3/s, tandis que le QIX 50 n'a pas été calculé faute d'une durée d'observation suffisante pour le déterminer.
Le débit journalier maximal enregistré à Murat a été de 13,6 m3/s le 6 janvier 1982.
Le Lagnon est certes une très petite rivière, mais elle est extrêmement abondante. La lame d'eau écoulée dans son bassin versant est de 1 154 millimètres annuellement, ce qui est plus de trois fois et demi supérieur à la moyenne d'ensemble de la France, et plus encore comparé à la moyenne du bassin de la Loire (plus ou moins 245 millimètres). Le débit spécifique (ou Qsp) atteint de ce fait le chiffre très élevé de 36,5 litres par seconde et par kilomètre carré de bassin.